# 贝鲁特广场

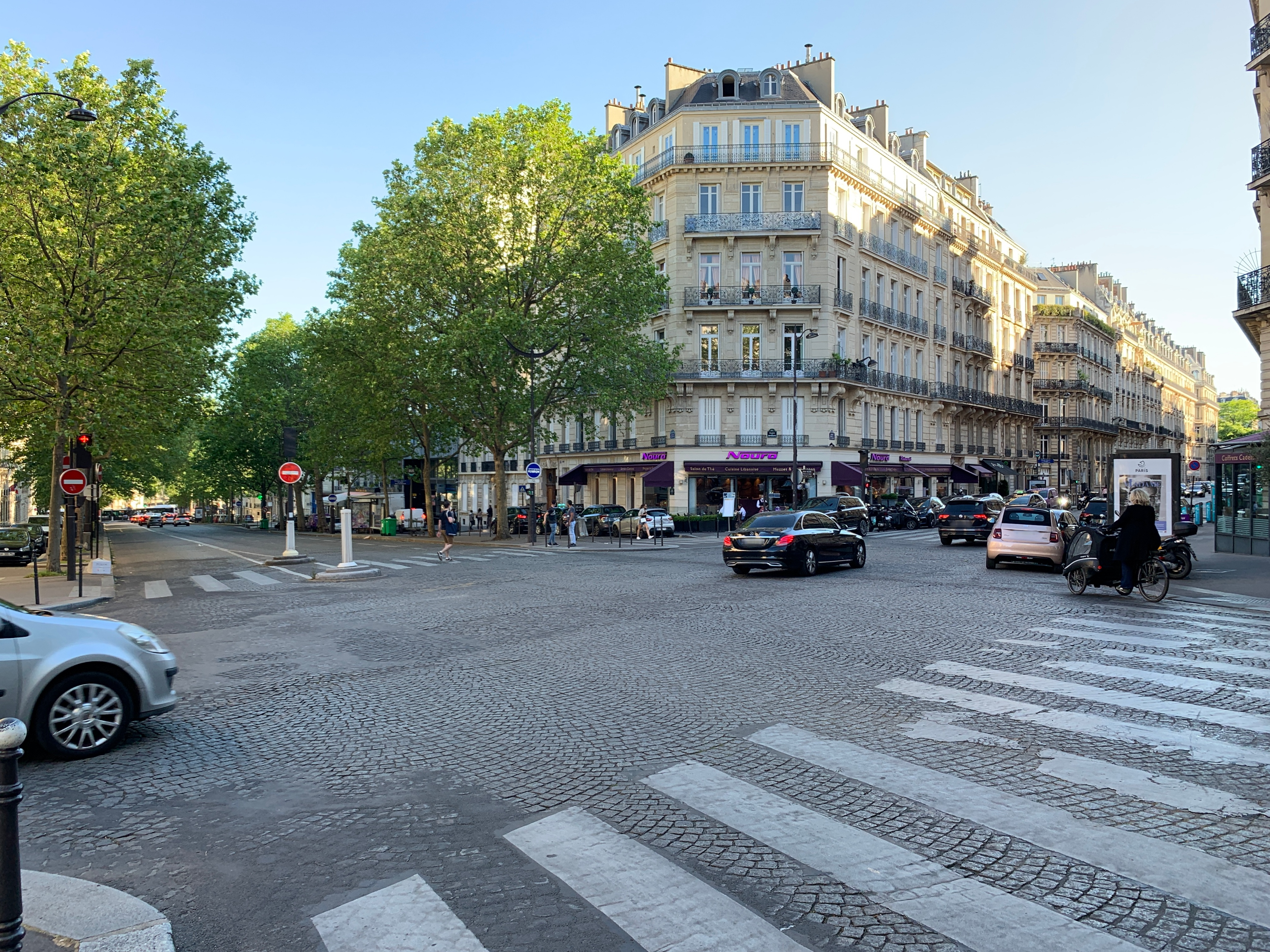

贝鲁特广场（Place de Beyrouth）是法国巴黎的一个长方形广场，长60米，宽32米，属于巴黎第八区与巴黎十六区。它始于塞尔维亚的彼得一世大街（Avenue Pierre-Ier-de-Serbie），止于马索大街。

## 交通
贝鲁特广场附近的地铁站是阿尔玛-玛索站（9号线）。

## 名称
贝鲁特广场得名于黎巴嫩首都贝鲁特。

## 历史
贝鲁特广场命名于1998年1月16日。

## 建筑
- 圣伯多禄堂（église Saint-Pierre-de-Chaillot）